# Alpha Fornacis
Alpha Fornacis (α Fornacis, α For) este cea mai luminoasă stea și de asemenea singura cu magnitudinea mai mică de 4 din constelația Cuptorul. Mai este cunoscută și ca Dalim.